# دهستان شاسکوه
شاسکوه دهستانی در بخش شاسکوه شهرستان زیرکوه استان خراسان جنوبی ایران است. بر پایه سرشماری عمومی نفوس و مسکن در سال ۱۳۹۰ جمعیت این دهستان ۹۷۵۲ نفر (در ۲۵۶۲ خانوار) بوده است.